# Omar Bustani
Omar Bustani Barrientos  (* 19. Juni 1966) ist ein mexikanischer Bogenschütze.
Bustani trat bei zwei Olympischen Spielen an. 1988 in Seoul wurde er im Einzel 38. und mit der Mannschaft zwölfter. Bei den Spielen 1992 konnte er sich in den  Einzelbewerben nur als 67. platzieren; auch die Mannschaft konnte nur Rang 17 erreichen.
Bustani ist zweifacher mexikanischer Meister und Weltmeisterschaftsteilnehmer.